# Jean Rollin
Jean Michel Rollin Le Gentil (3 de novembro de 1938, Neuilly-sur-Seine - 15 de dezembro de 2010) foi um diretor de cinema e roteirista francês.

## Filmografia

### Como diretor
- 1958: Les Amours jaunes
- 1961: Ciel de cuivre
- 1963: L'Itinéraire marin
- 1964: Vivre en Espagne
- 1965: Les Pays loin
- 1967: Le Viol du vampire
- 1970: La Vampire nue
- 1971: Vierges et vampires
- 1971: Le Frisson des vampires
- 1973: Jeunes filles impudiques
- 1973: La Rose de fer
- 1974: Bacchanales sexuelles (Tout le monde il en a deux)
- 1974: Les Démoniaques
- 1975: Phantasmes d'Isabelle (Phantasmes)
- 1975: Lèvres de sang
- 1976: La Comtesse Ixe
- 1976: Douces pénétrations
- 1977: Saute moi dessus
- 1977: Hard Penetration
- 1977: Vibrations sexuelles
- 1977: Positions danoises
- 1978: Remplissez-moi... les 3 trous
- 1978: Petites pensionnaires impudiques
- 1978: Lèvres entrouvertes
- 1978: Par devant par derrière (Hyperpénétrations)
- 1978: Les Raisins de la mort
- 1978: Discosex
- 1979: Fascination
- 1979: Si jeune et déjà cochonne (Gamines en chaleur)
- 1979: Bouches lascives et pornos
- 1979: Pénétrations vicieuses
- 1980: La Nuit des traquées
- 1981: Fuges mineures (Les Paumées du petit matin)
- 1981: Le Lac des morts vivants
- 1982: Quand le chat (Rêves de sexes)
- 1982: La Morte vivante
- 1983: Sodomanie
- 1983: Folies anales
- 1984: Les Trottoirs de Bangkok
- 1985: Ne prends pas les poulets pour des pigeons
- 1988: Emmanuelle 6
- 1989: Perdues dans New York
- 1990: La Griffe d'Horus (TV)
- 1991: À la poursuite de Barbara
- 1993: Killing Car
- 1994: Le Parfum de Mathilde
- 1997: Les Deux orphelines vampires
- 2002: La Fiancée de Dracula
- 2007: La Nuit des horloges

### Como roteirista
- 1963: L'Itinéraire marin
- 1965: Les Pays loin
- 1967: Le Viol du vampire
- 1970: La Vampire nue
- 1971: Vierges et vampires
- 1971: Le Frisson des vampires
- 1973: La Rose de fer
- 1974: Bacchanales sexuelles (Tout le monde il en a deux)
- 1974: Les Démoniaques (film, 1974)|Les Démoniaques
- 1975: Phantasmes d'Isabelle (Phantasmes)
- 1975: Lèvres de sang
- 1976: Douces pénétrations
- 1976: Amours collectives
- 1977: Saute moi dessus
- 1977: Hard Penetration
- 1978: Les Raisins de la mort
- 1978: Discosex
- 1979: Fascination
- 1980: La Nuit des traquées
- 1980: Les Cannibales (Mondo cannibale)
- 1981: Fuges mineures (Les Paumées du petit matin)
- 1982: La Morte vivante
- 1983: Sodomanie
- 1988: Emmanuelle 6
- 1989: Perdues dans New York
- 1990: La Griffe d'Horus (TV)
- 1994: Le Parfum de Mathilde
- 1997: Les Deux orphelines vampires
- 2002: La Fiancée de Dracula
- 2007: La Nuit des horloges